# Penny Johnson Jerald
Pour les articles homonymes, voir Johnson, Penny Johnson et Jerald.
Penny Johnson Jerald (née le 14 mars 1961) est une actrice américaine, le plus souvent créditée dans les génériques sous le nom de Penny Johnson.
Elle s'est essentiellement illustrée dans des séries télévisées à succès. Elle joue le rôle d'une des maîtresses d'Ike Turner dans Tina un biopic romancé sur la vie du couple Turner.
Après avoir figuré dans le soap Hôpital central en 1986, elle a notamment joué les rôles principaux dans le Larry Sanders Show, Star Trek: Deep Space Nine (alias Kasidy Yates), ou 24 Heures chrono (alias Sherry Palmer).
Elle a aussi joué les guest-stars dans Frasier, The Practice, les Anges du bonheur ou X-Files.
Elle apparaît également dans la série Les 4400 en tant que chef des services secrets du NTAC, Rebecca Parish.
Elle joue le rôle du capitaine Victoria Gates dans la série Castle, de la saison 4 à la saison 7.
Elle se démarque dans le rôle du Docteur Claire Finn pour la série The Orville, toujours en production depuis 2017.

## Biographie

### Enfance
Elle a grandi aux côtés de sa jeune sœur, Noree Victoria, également devenue actrice.
Penny Johnson a étudié le jeu à la célèbre école d'art de Julliard, où elle a gradué en 1982.

### Carrière
Elle commence sa carrière devant les caméras en 1983, en faisant une apparition dans un épisode d'American Playhouse. Elle obtient son premier rôle récurrent l'année suivante, dans la dramatique The Paper Chase. La même année, elle obtient aussi son premier rôle au cinéma, dans Swing Shift.
En 1989, elle rejoint la distribution de Homeroom, malheureusement, la série se termine après une seule saison de 13 épisodes. Elle fera, par la suite, de brèves apparitions dans diverses séries, comme Freddy, le cauchemar de vos nuits, Coach et Parker Lewis ne perd jamais. C'est en 1992 qu'elle revient de façon régulière au petit écran, alors qu'elle incarne Beverly Barnes dans The Larry Sanders Show. La série se terminera en 1998, mais dès 1995, Penny joue en parallèle dans Star Trek: Deep Space Nine. Dès l'arrêt de cette série, en 1999, elle se joint à la distribution de la série Urgences.
En parallèle à ses rôles au petit écran, elle est de plusieurs longs métrages, principalement des téléfilms, dont La couleur de l'amitié, Intentions criminelles et Abus de confiance.
En 2001, elle se joint à la série 24 heures chrono, dans laquelle elle jouera trois saisons. En 2011, elle devient le Capitaine Victoria Gates dans la série Castle. Elle tiendra ce rôle durant 4 saisons.
Depuis 2017, elle incarne Dr. Claire Finn dans la comédie de science-fiction The Orville.
Jerald enseigne également des ateliers de théâtre en plus d'être productrice et metteure en scène pour la Outreach Christian Theatre Company, qu'elle a créée en 1994 avec son mari.
En parallèle de ses activités artistiques, l'actrice, qui a toujours été passionnée par le droit, a intégré en 2012 un programme de formation pour être juriste. Elle n'écarte pas l'idée de terminer sa vie professionnelle en professionnel du droit de la famille.

### Vie privée
Le 22 juin 1982, elle épouse le musicien Gralin Jerald avec qui elle aura une fille, Danyel Jade, née en décembre 1982.

## Filmographie

### Cinéma
- 1984 : La colline a des yeux 2 (The Hills Have Eyes Part II) de Wes Craven : Sue
- 1984 : Swing Shift de Jonathan Demme : Genevieve
- 1991 : Goin' to Chicago de Paul Leder : Darlene
- 1993 : Tina (What's Love Got to Do with It) de Brian Gibson : Lorraine Taylor
- 1993 : Fear of a Black Hat de Rusty Cundieff : Re-Re
- 1994 : Molly et Gina (Molly & Gina) de Paul Leder : Maria
- 1995 : Automatic de John Murlowski : Julia Rodriguez
- 1997 : Les Pleins Pouvoirs (Absolute Power) de Clint Eastwood : Laura Simon
- 2005 : Rent de Chris Columbus : Bohemian (non créditée)

### Télévision

#### Téléfilms
- 1984 : Double Identité : Michelle
- 1985 : The Grand Baby : Betty
- 1990 : Objectif meurtre : Luanne
- 1990 : Kaléidoscope (Kaleidoscope) de Jud Taylor : Paula
- 1993 : Empty Cradle : Gail Huddle
- 1993 : Class of'61 de Gregory Hoblit : Lavinia
- 1996 : The Writing on the Wall : Geraldine
- 1996 : Death Benefit : Sylvia Guzman
- 1996 : The Road to Galveston : Laney Roosevelt
- 1999 : Abus de confiance (A Secret Life) de Larry Peerce :
- 1999 : L'Amour par accident : Hope
- 2000 : Intention criminelle : Laura Harmon
- 2000 : La Couleur de l'amitié : Roscoe Dellums
- 2003 : DC 9/11: Time of Crisis : Condoleezza Rice
- 2004 : Secrets of the International Spy Museum : Guest

#### Séries télévisées
- 1983 : American Playhouse (saison, épisode : The Files on Jill Hatch: Part 1) : Jill Hatch
- 1984 : Capitaine Furillo (Hill Street Blues) (saison 5, épisode 07 : Un meurtrier précoce) : Jackie DeWitt
- 1984 : Hooker (T.J. Hooker) (saison 4, épisode 05 : Anatomie d’un meurtre) : Lisa Cody
- 1984 - 1986 : The Paper Chase (17 épisodes) : Vivian Conway
- 1985 : The Jeffersons (saison 11, épisode 14 : Last Dance) : Donelle
- 1985 - 1988 : Simon et Simon (Simon & Simon) : Evelyn Jacobson / Doris Beeman / Hanna McKenzie
  - (saison 4, épisode 22 : L'Extérieur de la ville brune) : Hanna McKenzie
  - (saison 8, épisode 03 : Partie de cache-cache) : Evelyn Jacobson / Doris Beeman
- 1986 : Hôpital central (General Hospital) : Debbie
  - (épisode du 14 mai 1986)
  - (épisode du 15 mai 1986)
- 1987 : Women in Prison (saison, épisode : Walk This Way) : Patty
- 1988 : Cosby Show (The Cosby Show) (saison 4, épisode 16 : La Visite) : Nurse (uncredited)
- 1989 : She's the Sheriff (saison, épisode : Divorce, Wiggins Style) : Dorothy
- 1989 : L'Enfer du devoir (Tour of Duty) (saison 2, épisode 03 : L'Expérience du combat) : Jan Hudson
- 1989 : Homeroom (13 épisodes) : Virginia Harper
- 1990 : Parker Lewis ne perd jamais (Parker Lewis Can't Lose) (saison 1, épisode 13 : Les Professeurs) : Ms. Miriam Donnelly
- 1990 : Coach (saison, épisode : The Day That Moses Came to Town) : Susan
- 1990 : Freddy, le cauchemar de vos nuits (Freddy's Nightmares, a Nightmare on Elm Street: The Series) (saison 2, épisode 22 : Life Sentence) : Elaine Alamo
- 1991 : Columbo (saison 10, épisode 02 : Attention ! Le meurtre peut nuire à votre santé) : Maxine Jarret
- 1992 - 1998 : The Larry Sanders Show (82 épisodes) : Beverly Barnes
- 1994 : Star Trek : La Nouvelle Génération (Star Trek: The Next Generation) (saison 7, épisode 13 : Terre promise) : Dobara
- 1995 - 1999 : Star Trek: Deep Space Nine (15 épisodes) : Kasidy Yates
- 1996 : Une maman formidable (Grace Under Fire) : Bailey Alford
  - (saison 3, épisode 18 : Aime ton voisin)
  - (saison 3, épisode 19 : Heureux Évènement)
- 1997 : Gregory Hines Show (saison, épisode : Pilot) : Elizabeth
- 1997 : Cosby (saison 1, épisode 15 : Brave New Hilton) : Penny
- 1998 - 1999 : Urgences (Emergency Room) (9 épisodes) : Nurse Practitioner Lynette Evans
- 2000 : Associées pour la loi (Family Law) (saison 2, épisode 08 : Le Prix d'une vie) : Christine Webber
- 2001 : Citizen Baines (saison, épisode : A Day Like No Other) : Denise Willis
- 2001 : The Practice : Bobby Donnell et Associés (The Practice) (saison 5, épisode 15 : L'Éveil) : Atty. Laura Garrett
- 2001 : X-Files : Aux frontières du réel (The X-Files) (saison 8, épisode 12 : Luminescence) : Dr Hellura Lyle
- 2001 - 2004 : 24 heures chrono (24) (45 épisodes) : Sherry Palmer
- 2002 : Les Anges du bonheur (Touched by an Angel) (saison 8, épisode 20 : Jusqu’au bout du rêve) : Eleanor
- 2003 : Frasier (saison 11, épisode 07 : Le retour de Maris) : Carol
- 2005 - 2006 : Eve : Beverly Williams
  - (saison 3, épisode 02 : Shelly and?)
  - (saison 3, épisode 11 : All About Eve)
  - (saison 3, épisode 21 : Daddy's Home)
  - (saison 3, épisode 22 : Daughter Don't Preach)
- 2006 : New York, police judiciaire (Law and Order) (saison 16, épisode 15 : La Mauvaise Graine) : Mme Booker
- 2006 : Destination 11 septembre (The Path to 9/11) (mini-série) : Condoleezza Rice
- 2007 : Les 4400 (The 4400) : Rebecca Parrish
  - (saison 4, épisode 10 : Un des nôtres)
  - (saison 4, épisode 12 : Je est un autre)
  - (saison 4, épisode 13 : L'Aube d'un nouveau monde)
- 2007 - 2008 : October Road (10 épisodes) : Dean Leslie Etwood
- 2009 - 2010 : NCIS : Enquêtes spéciales (NCIS) : Joanne Torrence
  - (saison 7, épisode 07 : Les Frontières de notre destin)
  - (saison 7, épisode 12 : Les liens du sang)
- 2010 : Bones (saison 5, épisode 11 : X-Files) : Rachel Adams
- 2011 - 2015 : Castle (71 épisodes) : Capitaine Victoria Gates[2]
- 2017 : The Orville : Dr Claire Finn